# Perreux (Yonne)
Perreux és un municipi francès, situat al departament del Yonne i a la regió de Borgonya - Franc Comtat. L'any 2007 tenia 298 habitants.

## Demografia

### Població
El 2007 la població de fet de Perreux era de 298 persones. Hi havia 132 famílies, de les quals 40 eren unipersonals (20 homes vivint sols i 20 dones vivint soles), 48 parelles sense fills, 36 parelles amb fills i 8 famílies monoparentals amb fills.
La població ha evolucionat segons el següent gràfic:
Habitants censats

### Habitatges
El 2007 hi havia 246 habitatges, 132 eren l'habitatge principal de la família, 105 eren segones residències i 9 estaven desocupats. 239 eren cases i 5 eren apartaments. Dels 132 habitatges principals, 102 estaven ocupats pels seus propietaris, 25 estaven llogats i ocupats pels llogaters i 5 estaven cedits a títol gratuït; 6 tenien dues cambres, 35 en tenien tres, 46 en tenien quatre i 45 en tenien cinc o més. 88 habitatges disposaven pel capbaix d'una plaça de pàrquing. A 74 habitatges hi havia un automòbil i a 43 n'hi havia dos o més.

### Piràmide de població
La piràmide de població per edats i sexe el 2009 era:
| Homes | Edats   | Dones |
| ----- | ------- | ----- |
| 0     | 95 o +  | 0     |
| 0     | 90 a 94 | 0     |
| 0     | 85 a 89 | 8     |
| 4     | 80 a 84 | 0     |
| 16    | 75 a 79 | 12    |
| 4     | 70 a 74 | 12    |
| 8     | 65 a 69 | 4     |
| 16    | 60 a 64 | 16    |
| 0     | 55 a 59 | 8     |
| 12    | 50 a 54 | 4     |
| 4     | 45 a 49 | 8     |
| 12    | 40 a 44 | 12    |
| 8     | 35 a 39 | 0     |
| 4     | 30 a 34 | 4     |
| 12    | 25 a 29 | 8     |
| 8     | 20 a 24 | 4     |
| 0     | 15 a 19 | 12    |
| 8     | 10 a 14 | 4     |
| 4     | 5 a 9   | 8     |
| 8     | 0 a 4   | 4     |

## Economia
El 2007 la població en edat de treballar era de 177 persones, 123 eren actives i 54 eren inactives. De les 123 persones actives 111 estaven ocupades (61 homes i 50 dones) i 12 estaven aturades (6 homes i 6 dones). De les 54 persones inactives 31 estaven jubilades, 6 estaven estudiant i 17 estaven classificades com a «altres inactius».

### Ingressos
El 2009 a Perreux hi havia 149 unitats fiscals que integraven 319 persones, la mediana anual d'ingressos fiscals per persona era de 17.451 €.

### Activitats econòmiques
Dels 14 establiments que hi havia el 2007, 1 era d'una empresa alimentària, 4 d'empreses de comerç i reparació d'automòbils, 2 d'empreses d'hostatgeria i restauració, 2 d'empreses immobiliàries i 5 d'empreses de serveis.
Els 2 serveis als particulars que hi havia el 2009 eren restaurants.
L'únic establiment comercial que hi havia el 2009 era una fleca.
L'any 2000 a Perreux hi havia 18 explotacions agrícoles que ocupaven un total de 1.140 hectàrees.

## Equipaments sanitaris i escolars
El 2009 hi havia una escola elemental integrada dins d'un grup escolar amb les comunes properes formant una escola dispersa.

## Poblacions més properes
El següent diagrama mostra les poblacions més properes.